# Åhmans i Åhus
Åhmans i Åhus, grundat 1860, är idag tillverkare av hisskorgar och hissinredningar i Sverige. Familjeföretaget med cirka 45 anställda bedriver bland annat en egen konstruktionsavdelning, snickerier och metallbearbetning.

## Historik
Åhmans i Åhus grundades redan 1860 av familjen Åhman, då som ett möbelsnickeri. Efter tre generationer Åhman tog familjen Beyer över och är nu inne på tredje generationen, med Isak Beyer som ägare och VD. Företaget gjorde till en början möbler för att sedan mer och mer övergå till kvalificerade inredningssnickerier.
1920 började hisskorgstillverkningen parallellt med specialsnickerierna och nu efter 100 år består produktionen uteslutande av produkter för hissbranschen.
Hisskorgar och hisskorgsinredningar levereras främst till norra Europa.